# Сибирцево

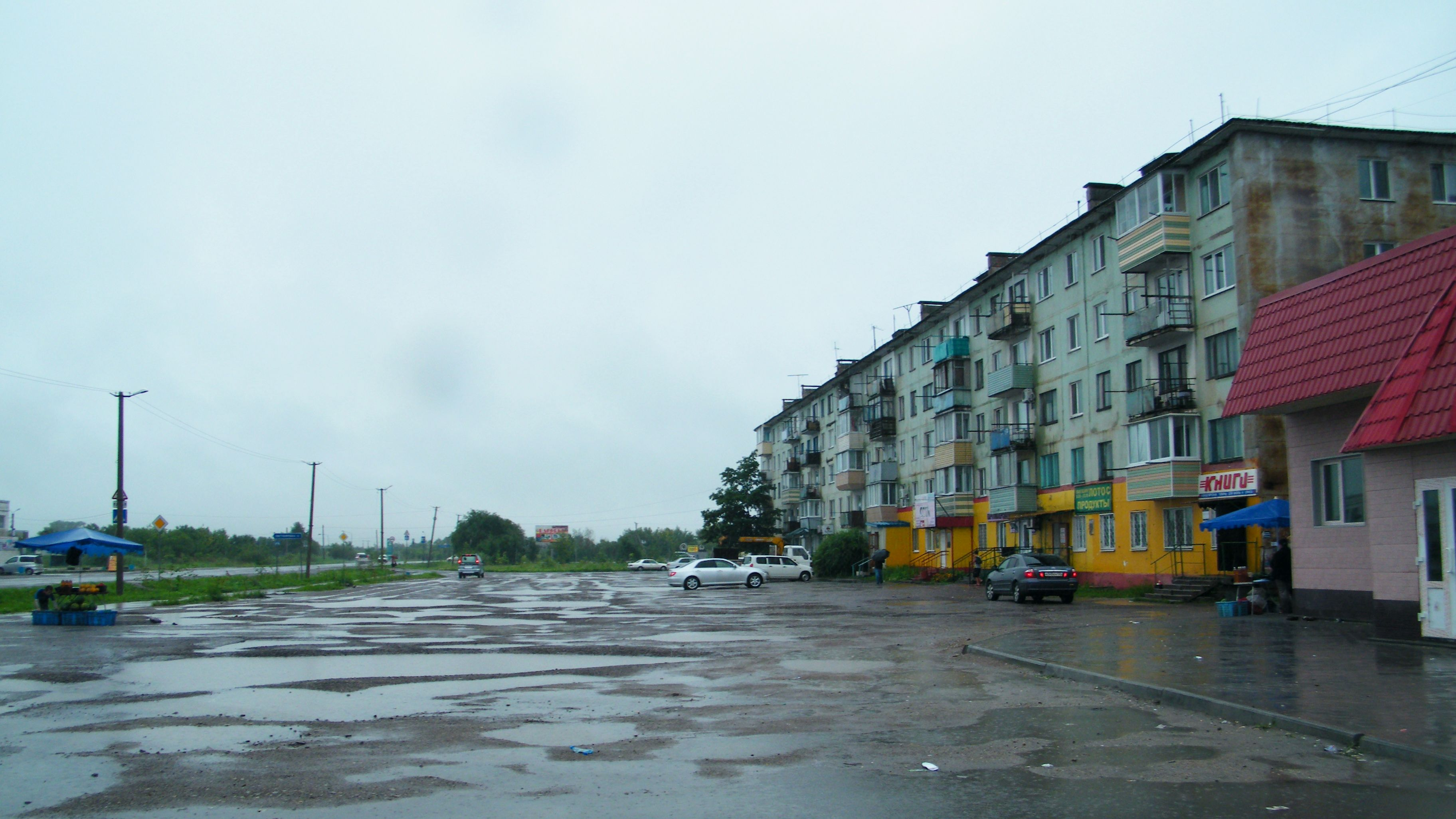
Посёлок Сибирцево возле автотрассы М60

Сиби́рцево — посёлок городского типа в Черниговском районе Приморского края. Является административным центром Сибирцевского городского поселения.
Население — 6787 чел. (2024).

## География
Климат в посёлке, как во всём центральном Приморье, резко континентальный — тёплое лето (25-30°С) и холодная зима (около −35 °C).
Через Сибирцево проходит автотрасса «Уссури», расстояние до районного центра Черниговка — 20 км.
По южной окраине посёлка протекает река Монастырка, по северной окраине — река Скотская, обе реки впадают в Илистую (Ханка → Сунгача → Уссури → Амур → Охотское море).

## История
15 февраля 1894 года началось движение поездов на участке Владивосток — Черниговка, а в 1900 году строится железнодорожный разъезд Монастырище (и при нём посёлок), который в 1903 году переименовывается в разъезд Манзовка. По одной версии «манза» — чаша, так как местность, где расположен посёлок, напоминает собой чашу, окруженную сопками; по другой — в местности проживали манзы — китайское население Приморья.
В связи с вводом в эксплуатацию важных в экономическом и военно-стратегическом отношении железнодорожных линий, пересекающихся на станции Манзовка, развитию Манзовского узла стало уделяться большое внимание. Развивалось и реконструировалось станционное хозяйство. Началось интенсивное строительство жилья, объектов социально-бытового назначения. Статус посёлка городского типа — с 1944 года.
Переименование географических объектов на Дальнем Востоке в 1972 году после событий на о. Даманском коснулось посёлка и станции — они были переименованы в Сибирцево в память о Герое Гражданской войны на Дальнем Востоке Всеволоде Сибирцеве, соратнике Сергея Лазо.
Река Скотская, протекающая в окрестностях Сибирцево, была местом водопоя колхозного стада, вода в ней была прежде очень чистой. Озеро Сибирцево недалеко от поселка также называется Старые Копанки, что указывает на его искусственное происхождение.

## Население
| 1926  | 1959  | 1970  | 1979  | 1989    | 2002  | 2008  |
| ----- | ----- | ----- | ----- | ------- | ----- | ----- |
| 37    | ↗8973 | ↘8538 | ↗9351 | ↗11 697 | ↘9451 | ↘8671 |
| 2009  | 2010  | 2011  | 2012  | 2013    | 2014  | 2015  |
| ↘8604 | ↗8735 | ↘8709 | ↘8574 | ↘8546   | ↘8463 | ↘8355 |
| 2016  | 2017  | 2018  | 2019  | 2020    | 2021  | 2023  |
| ↘8339 | ↘8248 | ↘8142 | ↘8073 | ↘8002   | ↘7004 | ↘6908 |
| 2024  |       |       |       |         |       |       |
| ↘6787 |       |       |       |         |       |       |

## Экономика и транспорт
В посёлке находятся предприятия железнодорожного транспорта, щебёночный завод, комбинат строительной индустрии, литейный завод (прекратил выпуск продукции литья), путевая машинная станция (ПМС-18).

### Станция Сибирцево
- Сибирцево — крупнейшая узловая станция района, находится на Транссибе; от неё отходят железнодорожные ветки на Турий Рог и Новочугуевку (вблизи села Чугуевка).

Железнодорожная станция Сибирцево расположена на 9109 км главного хода. По объёму выполняемой работы станция отнесена к 1-му классу, по типу расположения на железнодорожных линиях является узловой станцией, работающей на четыре направления.
К станции прилегают перегоны:
в нечётном направлении (на Хабаровск):
- Сибирцево — Мучная
- Сибирцево — Лучки

в чётном направлении (на Владивосток):
- Сибирцево — Орехово-Приморское
- Сибирцево — Вассиановка.

#### Локомотивное депо
Одной из старейших организаций посёлка Сибирцево является локомотивное депо.
Локомотивное депо всегда было в числе лидирующих предприятий железной дороги. Во втором квартале 2006 года локомотивному депо Сибирцево вручено свидетельство победителя дорожного соревнования с присвоением 1-го места за достигнутые показатели.

### Производство стройматериалов и машиностроение
- Сибирцевский комбинат строительной индустрии, выпускающее сборный железобетон, керамзит и пиломатериалы;
- Щебеночный завод — строительный камень;
- Предприятие «Литмаш» — тормозные колодки для железной дороги.

## Образование
В посёлке работают две школы:
- Средняя школа № 9 посёлка Сибирцево (Манзовка) была открыта в 1939 году на месте маленького железнодорожного разъезда, состоявшего из 6 домов. Всегда и во всем школе помогали «шефы», ведь с 1939 по 1997 годы она была под ведомством управления железной дороги.
- В 1933 году открылась школа № 5. А в 1978 году было построено новое здание уже средней школы № 5.
- 14 октября 1954 года рядом с расположением автомобильной воинской части открылась двухэтажная школа № 164: в тот день за парты село 602 ребёнка. Школа закрыта с 2010 года.
- На Литейке (в посёлке при литейном заводе) работала начальная школа № 153.[23]

Детские дошкольные заведения посёлка Сибирцево:
- детский сад № 12 (до начала 2019 года — детский сад № 252 ОАО «РЖД»);
- детский сад № 25 «Ручеёк»;
- детский сад № 30 «Рябинка».

## Культурная жизнь Сибирцево
Построены спортивные площадки. В Доме культуры работает множество кружков для детей и молодёжи, не забыты и пенсионеры посёлка, они посещают хоровые занятия.
В Сибирцево возрождаются духовные ценности, закончилось строительство храма. Деньги на его строительство жертвовали местные жители и предприниматели. За последние годы выросло предпринимательство, появились новые магазины, пункты бытового обслуживания, реконструируются дома и восстанавливаются предприятия.
Вследствие этого улучшилась демографическая ситуация посёлка.